# Lisa Elsässer
Lisa Elsässer-Arnold (geboren am 1. Juni 1951 in Bürglen UR, Kanton Uri) ist eine Schweizer Autorin.
Nachdem sie sich zunächst zur Pflegefachfrau hatte ausbilden lassen, absolvierte sie auf dem zweiten Bildungsweg eine Ausbildung zur Buchhändlerin und Bibliothekarin. Von 2005 an studierte sie am Literaturinstitut Leipzig und schloss 2008 mit einem Diplom ab. Im gleichen Jahr debütierte sie mit dem Gedichtband Ob und darin.
Sie legte mehrere Gedichtbände vor und veröffentlichte mit Fremdgehen 2016 ihren ersten Roman.
Sie lebt in Walenstadt im Kanton St. Gallen.

## Würdigungen
- 2003 Rilke Lyrikpreis, Sierre
- 2007 Heinz-Weder-Preis für Lyrik, Bern[1]
- 2007 Werkbeitrag Kanton St. Gallen
- 2008 Förderbeitrag Zentralschweizer Literaturförderung
- 2010 Lyrikpreis München (zusammen mit Carl-Christian Elze)
- 2011 Werkbeitrag Pro Helvetia, Zürich
- 2011 Projektbeitrag UBS-Kulturstiftung, Zürich
- 2012 Stipendiatin im Ledig House, New York
- 2014 Atelierstipendium New York City
- 2014 Förderbeitrag der Daniothstiftung Altdorf[2]
- 2015 Stipendiatin der Landis&Gyr-Stiftung in Berlin[3]

## Werke
- Im Tal. Roman. edition bücherlese, Luzern 2022, ISBN 978-3-906907-56-7.
- Schnee Relief. Gedichte. Wolfbach Verlag, Zürich 2020, ISBN 978-3-906929-38-5.
- Erstaugust. Erzählungen. Rotpunktverlag/Edition Blau, Zürich 2019, ISBN 978-3-85869-829-2.
- Fremdgehen. Roman. Rotpunktverlag/Edition Blau, Zürich 2016, ISBN 978-3-85869-714-1.
- Da war doch was. Gedichte. Wolfbach Verlag, Zürich 2013, ISBN 978-3-905910-39-1.
- Feuer ist eine seltsame Sache. Erzählungen. Rotpunktverlag, Zürich 2013, ISBN 978-3-85869-554-3.
- Die Finten der Liebe. Prosa. Zytglogge, Oberhofen am Thunersee 2011, ISBN 978-3-7296-0831-3.
- Genau so sag es, genau so sag es. Gedichte. Wolfbach, Zürich 2011, ISBN 978-3-905910-22-3.
- Ob und darin. Gedichte. Edition Pudelundpinscher, Unterschächen 2008, ISBN 978-3-9523273-2-6.